# Sigrið av Skarði
Sigrið av Skarði Joensen (født 12. maj 1908 i Klaksvík, død 3. juli 1975 i Tórshavn) var en færøsk journalist, lærer og feminist.
Sigrið blev født i Fagralíð i Klaksvík på Færøerne i 1908, som datter af Súsanna Kathrina Jacobsen (1876–1978) og Símun av Skarði (1872–1942). De var begge på den tid lærere ved den midlertidige folkehøjskole på Færøerne, som dengang lå ved Fagralíð i Klaksvík. Folkehøjskolen flyttede i 1909 til hovedstaden Tórshavn, hvor den blev til Føroya Fólkaháskúli, og familien flyttede med.
Efter at have taget studentereksamen i Danmark i 1927, begyndte Sigrið av Skarði at studere historie og engelsk ved Københavns Universitet. Hun afbrød disse studier, men begyndte alligevel at undervise i disse emner i 1941. Tidligt begyndte hun at engagere sig indenfor journalistikken. I avisen Føroya Socialdemokratur skrev hun i 1929 en artikel om anarkisterne Sacco og Vanzetti som blev henrettet i USA i 1927. Hun engagerede sig også i den færøske sprogstrid, og skrev en artikel om sagen i 1938. Sprogstriden afsluttedes kort tid efter i det færøske sprogs favør.
Hun giftede sig med politikeren Sigurð Joensen (1911–1993) i 1938, og fik med ham børnene Elspa (1939), Lív (1942), Búgvi (1945), Turið (1946), Sjúrður (1947), Bergljót (1950) og Inga Rósa (1953). Under Anden Verdenskrig blev kontakten mellem det tysk-besatte Danmark og britisk-besatte Færøerne afbrudt. Mange færinger (for det meste unge studenter) kom dermed ikke tilbage til hjemlandet, og måtte forblive i Danmark resten af krigen, selv om deres studier kunne være afsluttet. Sigrið og ægtemanden Sigurð var aktive i Føroyingafelagið (en forening for færinger i København), samt den færøske studenterforening. Fra 1941 til 1946 udkom den færøsksprogede avis Búgvin, som Sigrið skrev historiske og dagsaktuelle artikler for. Til tider var hun også oversætter, og oversatte bl.a. Sigert Paturssons beretninger fra en rejse til Sibirien i 1901.
Familien flyttet til Færøerne i 1948, og Sigrið av Skarði Joensen etablerede sit forlag Ungu Føroyar. Hun var med til at stifte kvindeforeningen Kvinnufelagið, som byggede videre på Helena Paturssons ideer. Sigrið var også redaktør i Kvinnutíðindi frem til 1959. I 1950-erne arrangerede Sigrið kurser for jævnaldrende kvinder i litteratur og sprog. Hun underviste i latin på ungdomsskolen i Tórshavn, og en sangskole blev oprettet på hendes initiativ og interesse for færøsk folkedans og -sang. Ægtemanden Sigurð Joensen var politiker for Tjóðveldisflokkurin, og sad flere perioder i Tórshavn bystyre og Lagtinget. Sigrið prøvede også at blive valgt til lagtinget, men forgæves. Hun sad derimod flere år i ungdomsrådet.